# Взятие Пернау (1710)
Взятие Пернау (швед. Belägringen av Pärnu) — одно из сражений Северной войны, в ходе которого в 1710 году русские войска вынудили капитулировать шведский гарнизон в городе Пернау (ныне — Пярну).

## История
В конце июня 1710 года во время осады Риги армией фельдмаршала Бориса Шереметьева, когда осада уже подходила к концу, главнокомандующий послал для обложения крепости Пернау генерал-лейтенанта Родиона Боура с 6-ю драгунскими полками. В то время крепость была вооружена 201 орудием, её гарнизон насчитывал 1000 человек.
Окружение было завершено к 22 июля, и тогда же местное дворянство, укрывшееся в крепости, стало просить выход из города, так как в нём свирепствовала эпидемия чумы, а запасы продовольствия иссякали. Боур отказал.
8 августа дворянство возобновило своё ходатайство, но получило ответ, что российский генерал ожидает только подхода пехоты, находящейся в пути, чтобы начать штурм.
Ввиду сложившейся ситуации комендант 14 августа направил к генерал-лейтенанту двух офицеров для согласования условий капитуляции. После того, как они были согласованы, Боур, в свою очередь, отправил в крепость двух русских офицеров, чтобы принять капитуляцию. В этот же день к осаждающей армии подошли первые пехотные полки. Один из этих полков был немедленно послан к крепостным воротам, чтобы занять их. 15 августа шведские войска вышли из города и передали его русским. Шведскому гарнизону, который в дальнейшем сократился до 120 человек, было разрешено беспрепятственно отступить в сторону Ревеля.
За время осады русские войска не выпустили ни одного артиллерийского снаряда по городу. В крепости было захвачено 183 железные пушки, 14 железные мортиры, четыре железные гаубицы, 881 бомба и 1505 центнеров пороха. Кроме того, к русским попал большой запас винтовочных пуль, картечи, запалов, свинца, селитры, серы, гранат и других военных предметов.
После взятия крепости ей вернули русское название Пернов. По условиям Ништадского мирного договора 1721 года крепость вошла в число штатных российских крепостей.